# Lidia Pera
Lidia Pera (Palermo, 8 dicembre 1939 – Lavagna, 21 ottobre 2024) è stata un'annunciatrice televisiva e scultrice italiana.

## Biografia
Sostituì come annunciatrice Rai, presso il Centro di produzione di Corso Sempione a Milano, Fulvia Colombo, nella stagione televisiva 1954/55: Lidia Pera fu scelta per gli annunci pomeridiani, la collega Marisa Borroni invece per quelli serali.
Lavorò successivamente come attrice nei fotoromanzi e come modella e testimonial pubblicitaria. Ritiratasi dal mondo dello spettacolo si dedicò alla scultura.